# Strigolacton
De strigolactonen vormen een groep van plantenhormonen die gevormd worden in de wortels en een regulerende functie hebben op zaadkieming, ondersteuning bieden bij de symbiose van schimmels met de wortels van de plant en apicale dominantie controleren.
Alle strigolactonen zijn qua chemische structuur gebaseerd op een tricyclisch lacton (het ABC-gedeelte in de afbeelding), gekoppeld aan een hydroxymethylbutenolide (het D-deel van het molecuul). De meeste strigolactonen vertonen variaties in het ABC-gedeelte. De D-ring is vrij constant, wat onderzoekers ertoe bracht te vermoeden dat de biologische activiteit op dit deel van het molecuul berust. Er is aangetoond dat de activiteit van de moleculen verloren gaat wanneer de C-D-sectie van de moleculen wordt gemodificeerd.
Omdat strigolactonen betrokken zijn bij de ontkieming van parasitaire plantensoorten (zoals Striga sp.), zijn ze een voorgesteld doelwit geweest voor het bestrijden van plagen van dit parasitaire organisme. Het gebruik van een stof die chemisch lijkt op strigolacton zou de sleutel kunnen zijn tot het ontwerpen van een fysiologisch mechanisme om de kolonisatie van de wortel door parasitaire planten te stoppen.